# Сороковой
Сороковой — поселок в Таловском районе Воронежской области.
Входит в состав Абрамовского сельского поселения.

## География
В посёлке имеется одна улица — Мира.

## Население
| 2010 |
| ---- |
| 17   |